# 达尼埃莱·索蒂莱
达尼埃莱·索蒂莱（義大利語：Daniele Sottile，1979年8月17日—），義大利男子排球運動員。他是義大利國家男子排球隊的成員，並代表義大利獲得了2015年世界杯的銀牌和2015年歐洲排球錦標賽的銅牌。他也代表義大利參加了2016年奧運會。

## 外部連結
- LegaVolley player profile（页面存档备份，存于）